# Bulbophyllum keralense
Bulbophyllum keralense é uma espécie de orquídea (família Orchidaceae) pertencente ao gênero Bulbophyllum. Foi descrita por M.Kumar e Sequiera em 2001.